# Diaphorobacter nitroreducens
Diaphorobacter nitroreducens es una especie de  bacteria gramnegativa del género Diaphorobacter. Fue descrita en el año 2003, es la especie tipo. Su etimología hace referencia a reducción de nitrato. Es aerobia y móvil por flagelo polar. Tiene un tamaño de 0,7-0,9 μm de ancho por 1-1,8 μm de largo. Forma colonias lisas o rugosas, entre transparentes y color beige. Temperatura óptima de crecimiento de 28-35 °C. Se ha aislado de lodos activados en Japón. Se considera sinónimo de esta especie a Diaphorobacter polyhydroxybutyrativorans.